# Elizabeth Moon
Œuvres principales
- La Vitesse de l'obscurité
- La Résistante

Elizabeth Moon, née le 7 mars 1945 à McAllen au Texas, est une autrice américaine de science-fiction et de fantasy. 

## Biographie
Née Susan Elizabeth Norris, elle grandit à McAllen, au Texas. Toute petite, déjà, elle commence à écrire, et s'essaie notamment aux nouvelles de science-fiction alors qu'elle est encore adolescente. Elle fait des études d'histoire à l'université Rice de Houston où elle obtient un diplôme de bachelière. En 1968, elle s'engage dans le Corps des Marines des États-Unis, où elle est promue au rang de premier lieutenant. Elle épouse Richard Sloan Moon en 1969.
Elle reprend ensuite des études et obtient un B.A. de biologie. Elle possède également une formation paramédicale et a exercé diverses fonctions dans l'administration locale. En 1983, elle met au monde un fils, Michael. 
Elizabeth Moon est aussi musicienne. Elle a joué de l'accordéon à l'université et chanté dans plusieurs chorales. 

## Analyse de l'œuvre
Elle a trente-cinq ans lorsqu'elle se met sérieusement à écrire, rédigeant une chronique dans un hebdomadaire local. Son premier roman, The Sheepfarmer's Daughter, reçoit le prix Compton-Crook. Ce prix est décerné au meilleur roman de l'année dans la catégorie littérature de Science Fiction, de Fantasy, ou d'horreur par les membres de la société de science-fiction de Baltimore depuis 1983.
La plupart de ses romans appartiennent au genre de la science-fiction militaire, mais s'intéressent aussi aux problèmes liés à la recherche biologique, à la politique et aux relations humaines. The Serrano Legacy et Vatta's War sont des  space operas. La Vitesse de l'obscurité, couronné par le prix Nebula, est un récit d'anticipation raconté à la première personne par un développeur autiste, personnage inspiré par son fils, Michael, lui-même autiste.

## Prix
- Sheepfarmers Daughter – 1989 : lauréat du prix Compton-Crook
- La Résistante – 1997 : sélectionné pour le prix Hugo du meilleur roman
- La Vitesse de l'obscurité – 2003 : lauréat du prix Nebula du meilleur roman, sélectionné pour le prix Arthur-C.-Clarke

En 2007, Elizabeth Moon a reçu le prix Robert A. Heinlein décerné aux ouvrages qui se sont fait « remarquer dans le domaine de l'anticipation scientifique ou technologique pour leur capacité à stimuler l'exploration de l'espace par les hommes. »

## Œuvre

### Univers Paksenarrion

#### SérieThe Deed of Paksenarrion
1. (en) Sheepfarmer's Daughter, 1988Prix Compton-Crook 1989
2. (en) Divided Allegiance, 1988
3. (en) Oath of Gold, 1989

#### SérieThe Legacy of Gird
Cette série précède The Deed of Paksenarrion.
1. (en) Surrender None, 1990
2. (en) Liar's Oath, 1992

#### SériePaladin's Legacy
Cette série est une suite de The Deed of Paksenarrion.
1. (en) Oath of Fealty, 2010
2. (en) Kings of the North, 2011
3. (en) Echoes of Betrayal, 2012
4. (en) Limits of Power, 2013
5. (en) Crown of Renewal, 2014

### Univers desfamilles régnantes

#### Trilogie d'Heris Serrano
1. Partie de chasse, Bragelonne, 2003 ((en) Hunting Party, 1993), trad. Mélanie Fazi
2. Double Jeu, Bragelonne, 2004 ((en) Sporting Chance, 1994), trad. Mélanie Fazi
3. Couleurs gagnantes, Bragelonne, 2004 ((en) Winning Colors, 1995), trad. Mélanie Fazi

#### SérieEsmay Suiza
1. Héroïne d'un jour, Bragelonne, 2005 ((en) Once a Hero, 1997), trad. Mélanie Fazi
2. (en) Rules of Engagement, 1998

#### SérieSuiza et Serrano
1. (en) Change of Command, 1999
2. (en) Against the Odds, 2000

### UniversVatta

#### SérieVatta's War
1. (en) Trading in Danger, 2003
2. (en) Marque and Reprisal, 2004Titré Moving Target au Royaume-Uni et en Australie
3. (en) Engaging The Enemy, 2006
4. (en) Command Decision, 2007
5. (en) Victory Conditions, 2008

#### SérieVatta's Peace
1. (en) Cold Welcome, 2017
2. (en) Into the Fire, 2018

### SérieLes Planètes pirates
Les Planètes pirates est une création d'Anne McCaffrey basé sur deux de ses romans : La Planète des dinosaures (Dinosaur Planet) et Dinosaur Planet Survivors qui sont en partie repris dans The Death of Sleep.
1. Sassinak, Bragelonne, 2002 ((en) Sassinak, 1990), trad. Karim CherguiÉcrit avec Anne McCaffrey.
2. (en) The Death of Sleep, 1990Ce roman, auquel Elizabeth Moon n'a pas participé, a été écrit par Anne McCaffrey et Jody Lynn Nye (en)
3. Generation Warriors, Bragelonne, 2003 ((en) Generation Warriors, 1991), trad. Karim CherguiÉcrit avec Anne McCaffrey.

### Romans indépendants
- La Résistante, J'ai lu, 1999 ((en) Remnant Population, 1996), trad. Pierre-Paul Durastanti
- La Vitesse de l'obscurité, Presses de la Cité, 2005 ((en) The Speed of Dark, 2002), trad. Laure du Breuil

### Recueils de nouvelles
Liste établie par Elizabeth Moon
- (en) Lunar Activity, 1990Dix nouvelles
- (en) Phases, 1997Huit nouvelles, tirées de Lunar Activity ou inédites

les deux recueils contiennent Those Who Walk in Darkness – une nouvelle de l'univers de Paksenarrion
- (en) Moon Flights, 2007Quinze nouvelles, dont le récit inédit Vatta's War avec une introduction d'Anne McCaffrey (note : l'édition limitée contient un bonus : Fencing In)

## Interviews
- Christopher Dow, "Elizabeth Moon en route vers les étoiles", bulletin des anciens élèves de l'université Rice, The Sallyport, consulté le 15 septembre 2007
- Maja 'Lotessa' Branovacki, Interview on wotmania.com, août 2006, consulté le  15 septembre 2007
- Kurt Weller, Interview sur Plaza of the Mind chez Blogspot, 30 mars 2007, consulté le  15 septembre 2007